# Ким Ки Ён
Ким Ки Ён (кор. 김기영, английская транслитерация Kim Ki-young; 1922—1998) — корейский кинорежиссёр, сценарист, продюсер. Один из классиков, формировавших кинематограф Республики Корея. Известен острыми психологическими мелодрамами, исследующими различные типы женских характеров, часто на грани каких-либо сексуальных девиаций, за что его фильмы иногда назывались критиками «мизогиническими триллерами».

## Биография
Ким Ки Ён родился в Сеуле во время японской оккупации. В его официальных документах указан 1919 год рождения, но по его собственному утверждению он родился в 01.10.1922 года. Некоторое время провёл в Японии, где он увлёкся театром и кино. В юности начал изучать стоматологию, но медицинского образования не завершил, всё более увлекаясь театром. Во время Корейской войны снимал пропагандистские фильмы по заданию информационных служб США. В 1955 году использует американское оборудование для производства первых двух игровых картин. Их успех в прокате позволяет ему сформировать собственную продюсерскую компанию и начать производство популярных мелодрам.
Зрелость стиля Ким Ки Ёна впервые продемонстрирована в фильме «Горничная» (иногда — «Служанка», кор. 하녀, Hanyo, 1960 год), который демонстрирует мощный образ роковой женщины. Картина признана одной из лучших в кинематографе Республике Корея. После завершения так называемого «золотого века» корейского кино в 1960-х годах, с установлением Четвёртой республики из-за введения цензуры все виды художественного творчества переживали упадок. Тем не менее, именно в этот период Ким выпускает свои самые значительные и необычные фильмы, как «Женщина — огонь» (en:Woman of Fire — название в международном прокате, оригинал — кор. 화녀, латинская транслитерация Hwanyeo, 1971 год), «Женщина — насекомое» (кор. 충녀, Chungnyeo, 1972 год), «Остров Иодо» (кор. 이어도, 1977 год). Они были успешны в прокате и оказали серьёзное влияние на молодое поколение южнокорейских кинематографистов.
В начале 1980-х годов популярность Кима пошла на спад. Ким вновь стал культовой фигурой в начале 1990-х в южнокорейских Интернет-форумах. Широкий международный интерес к его творчеству был вызван ретроспективой его работ в 1997 году на международном кинофестивале в Пусане. Фильмы Кима, ранее малоизвестные за пределами Южной Кореи, получили восторженные отзывы новой аудитории Японии, США, Германии, Франции и других стран.
Режиссёр готовил к переизданию свои фильмы, когда он и его жена погибли во время пожара в собственном доме в 1998 году. Международный кинофестиваль в Берлине провёл посмертный ретроспективный показ фильмов Кима в 1998 году. Благодаря усилиям корейской организации Film Council (KOFIC) ранее утраченные фильмы Ким Ки Ёна восстановлены.

## Культурное влияние
- В 2010 году корейский режиссёр Им Сан Су выпустил фильм «Служанка» (en:The Housemaid (2010 film)), основанный на сюжете одноимённой картины Ким Ки Ёна. Сравнение на этом примере двух школ и поколений кинематографа с разницей в 50 лет — объект многочисленных работ кинокритиков[8][9].
- Режиссёр Пак Чхан Ук утверждает, что его «Жажда» сделан под влиянием впечатления от фильма «Горничная», а иногда и прямо цитирует его[3].

## Избранная фильмография
| Год  |   | Русское название  | Оригинальное название                                           | Роль                          |
| ---- | - | ----------------- | --------------------------------------------------------------- | ----------------------------- |
| 1955 | ф | Коробка Смерти    | 주검 의 상자 / Jukeomiui sangja /Box of Death                   | режиссёр                      |
| 1955 | ф | Провинция Янсан   | 양산도 / Yangsan do / Yangsan Province                          | режиссёр, сценарист           |
| 1956 | ф | Война женщин      | 여성전선 / Yeoseon jeonseon / A Woman's War                     | режиссёр                      |
| 1957 | ф | Сумеречный поезд  | 황혼열차 / Hwanghon yeolcha / Twilight Train)                   | режиссёр                      |
| 1958 | ф | Первый снег       | 초설 / Choseol First / Snow)                                    | режиссёр                      |
| 1960 | ф | Горничная         | 하녀 / Hanyeo / The Housemaid                                   | режиссёр                      |
| 1961 | ф | Море знает        | 현해탄은 알고 있다 / Hyeon hae-taneun algo itta / The Sea Knows | режиссёр, сценарист           |
| 1964 | ф | Асфальт           | 아스팔트 / Asphalt                                              | режиссёр, сценарист           |
| 1968 | ф | Женщина           | 여 / Yeo / Woman)                                               | режиссёр, сценарист           |
| 1969 | ф | Леди Хонг         | 미녀홍낭자 / Minyeo Hongnangja / Lady Hong                      | режиссёр, сценарист           |
| 1971 | ф | Женщина-огонь     | 화녀 / Hwanyeo / Woman of Fire)                                 | режиссёр, сценарист /         |
| 1972 | ф | Женщина-насекомое | 충녀 / Chungnyeo / The Insect Woman                             | режиссёр, сценарист           |
| 1974 | ф | Грех              | 파계 / Pagye / Transgression                                    | режиссёр, сценарист           |
| 1977 | ф | Остров Иодо       | 이어도 / Iodo)                                                  | режиссёр                      |
| 1978 | ф | Крестьяне         | 흙 / Heulk / Peasants)                                          | режиссёр, сценарист           |
| 1979 | ф | Женщина-вода      | 수녀 / Sunyeo / Water Lady)                                     | режиссёр, сценарист, продюсер |
| 1982 | ф | Женщина-огонь'82  | 화녀'82 / Hwanyeo '82 / Woman of Fire '82)                      | режиссёр, сценарист           |
| 1982 | ф | Свободная женщина | 자유처녀 / Jayu cheonyeo / Free Woman                           | режиссёр                      |